# 2399 Terradas
2399 Terradas è un asteroide della fascia principale. Scoperto nel 1971, presenta un'orbita caratterizzata da un semiasse maggiore pari a 2,2397172 au e da un'eccentricità di 0,1697382, inclinata di 5,13001° rispetto all'eclittica.
L'asteroide è dedicato al matematico spagnolo Esteban Terradas i Illa.